# Haliphron atlanticum
Haliphron atlanticum är en bläckfiskart som beskrevs av Japetus Steenstrup 1859. Haliphron atlanticum ingår i släktet Haliphron, och familjen Alloposidae. Arten är reproducerande i Sverige.